# 差那乡
差那乡（藏語：བྲག་སྣ་），是中华人民共和国西藏自治区日喀则市吉隆县下辖的一个乡镇级行政单位。

## 行政区划
差那乡下辖以下地区：
差那村、乃龙村、干布村、孔欧村、唐果村和卡龙村。